# أنزاك (ألبرتا)
أنزاك هي قرية كندية في شمال ألبرتا من ضمن منطقة وودبفالو. تقع على طريق 881 على الشط الشرقي لبحيرة غريغوار على بعد 36كلم من فورت ماكموراي.

## تاريخها
سميت أنزاك نسية للجيش الأسترالي والنيوزلندي (اختصار (بالإنجليزية: Australian and New Zealand Army Corps، ANZAC) الذي قام بمسح المنطقة خلال الحرب العالمية الأولى من أجل إنشاء خط سكك حديدي إلى منطقة ووتروايز في ألبرتا. سكتنها الأصليين من الميتي المستقلين الذين انتقلوا من مانيتوبا واستقروا على شط بحيرة ويلو التي تسمى الآن بحيرة غريغوار.

## السكان
بحسب إحصائية 2012، كان عدد سكان أنزاك 714 نسمة. وهناك 202 مسكن مستعمل من أصل 272 مسكن. وشهدت 2،7% انخفاض في عدد السكان بين 2006 و2012. مساحة القرية هي 8،15 كلم مربع.

## قرى مجاورة
- فورت ماكموراي
- كونكلن
- فورت تشيبوايان
- فورت ماكاي
- غريغوار لايك
- جنوب جانفيي
- سابري كريك
- درايبر
- فورت فيتزجيرالد
- بحيرات ماريانا

## إقراء أيضا
- قائمة مجتمعات ألبرتا
- قائمة قرى ألبرتا
- قائمة مجتمعات شمالي ألبرتا

## أعلام
- تانتو كاردينال